# Ієрогамія

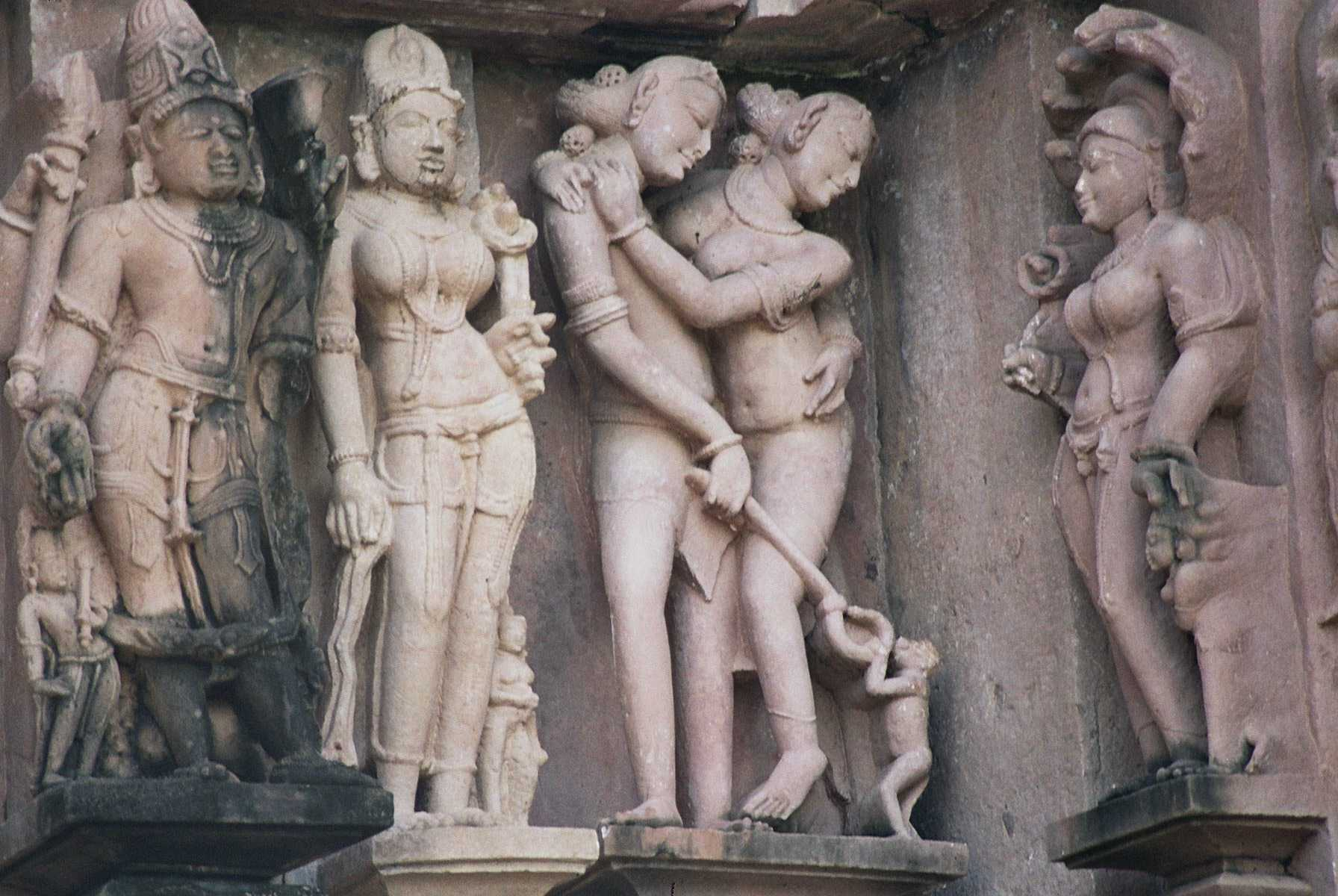
Сакральний секс

Ієрогамія (др.-грец. ἱερός γάμος, ἱερογαμία «священний шлюб») — сексуальний ритуал, який символізував шлюб між чоловічим і жіночим божеством, ролі яких виконували люди. Ритуали ієрогамії були частиною так званої ритуальної проституції.

## СтародавнійБлизький Схід
Храмова проституція була поширена на древньому Сході. У Шумері існував обряд «священного шлюбу» між царем-правителем шумерського міста-держави та верховною жрицею Інанни, шумерської богині плотської любові, родючості та війни. Існувала безліч храмів Інанни в долині Тигра та Євфрату. З них найбільшим був храм Еанна, що означало «Будинок неба», в Уруці (верховна жриця обирала в наложники молоду людину, яка представляла дружина богині Інанни, на ім'я Думузид-пастух під час церемонії священного шлюбу, яка святкувалася щорічно під час весняного рівнодення).
У ряді випадків обряд служив практичним цілям: миряни використовували цю можливість, щоб зайнятися сексом з власним подружжям, таким чином, він спрямовував народжуваність таким чином, щоб більше дітей народжувалося взимку, коли більше часу подбати про них.